# Boguchwała (stacja kolejowa)
Boguchwała – stacja kolejowa w Boguchwale, w województwie podkarpackim, w Polsce, na linii Rzeszów Główny – Jasło.
Stacja powstała w 1895 w ramach budowy linii Rzeszów–Jasło przez rząd austriacki na gruntach wykupionych w 1892. W pracach brał udział związany później z Boguchwałą inż. Klaudiusz Angerman. Ruch kolejowy na stacji prowadzony jest z jednej nastawni dysponującej „Bg”.

## Ruch pasażerski
| Rok  | Wymiana pasażerska na dobę |
| ---- | -------------------------- |
| 2017 | 50-99                      |
| 2022 | 50-99                      |
| 2023 | 200-299                    |

## Ruch pociągów
Na stacji zatrzymują się pociągi tylko przewoźnika Polregio:
- Podkarpacka Kolej Aglomeracyjna Rzeszów Główny - Strzyżów nad Wisłokiem
- Regio do stacji Rzeszów Główny, Jasło, Sanok, Medzilaborce (sezonowo)[6].

## Galeria

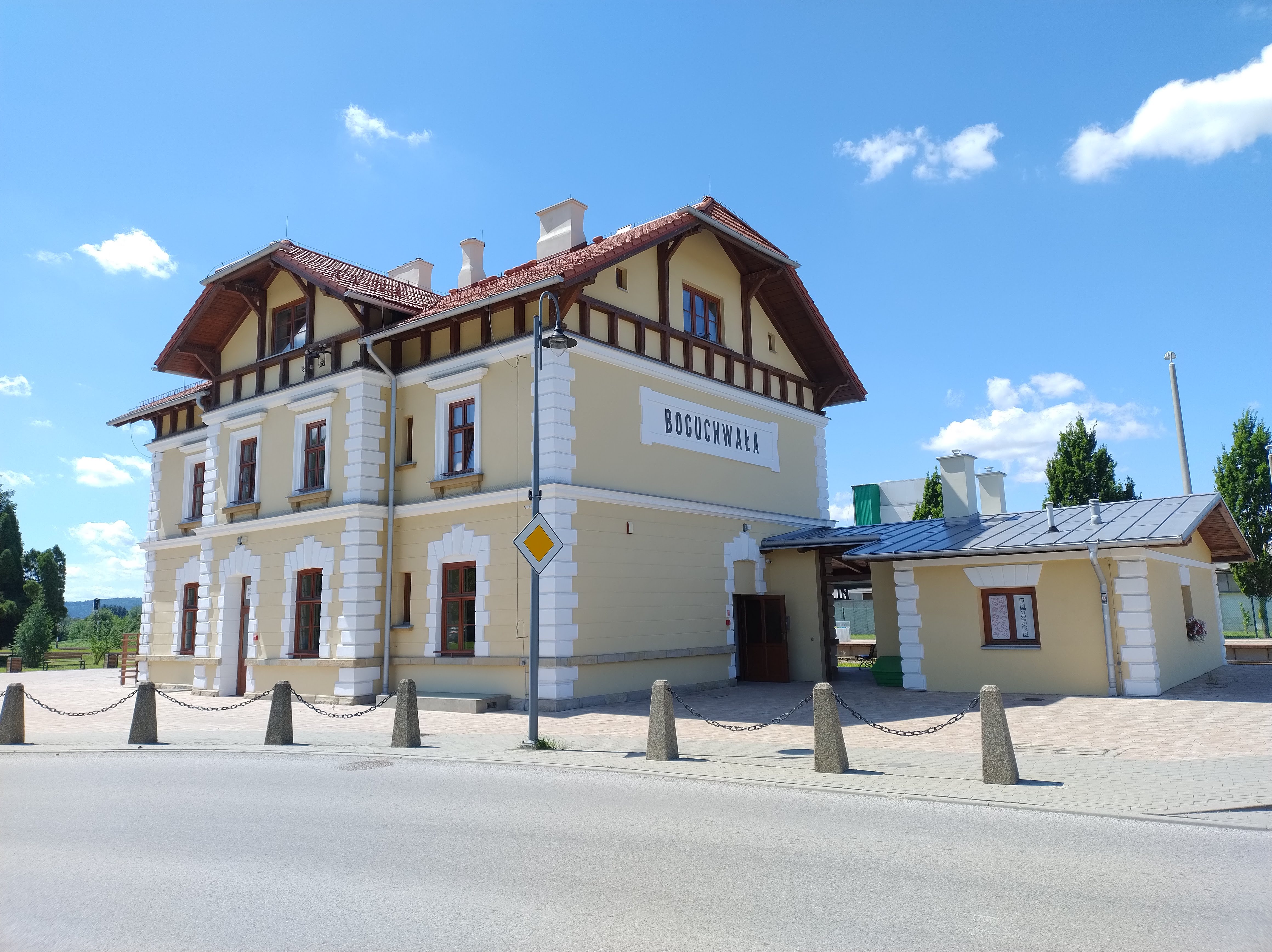
Dworzec kolejowy
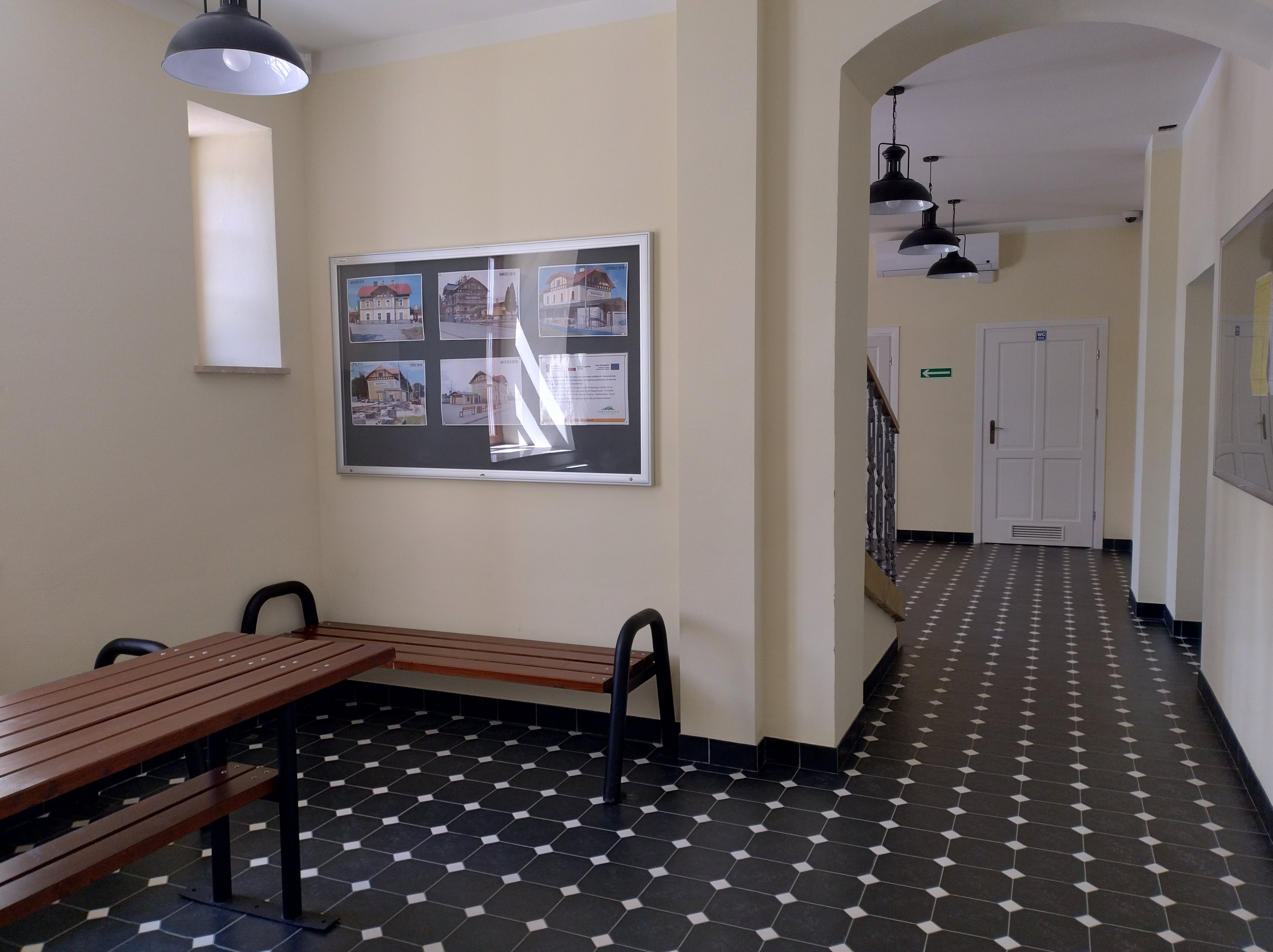
Poczekalnia
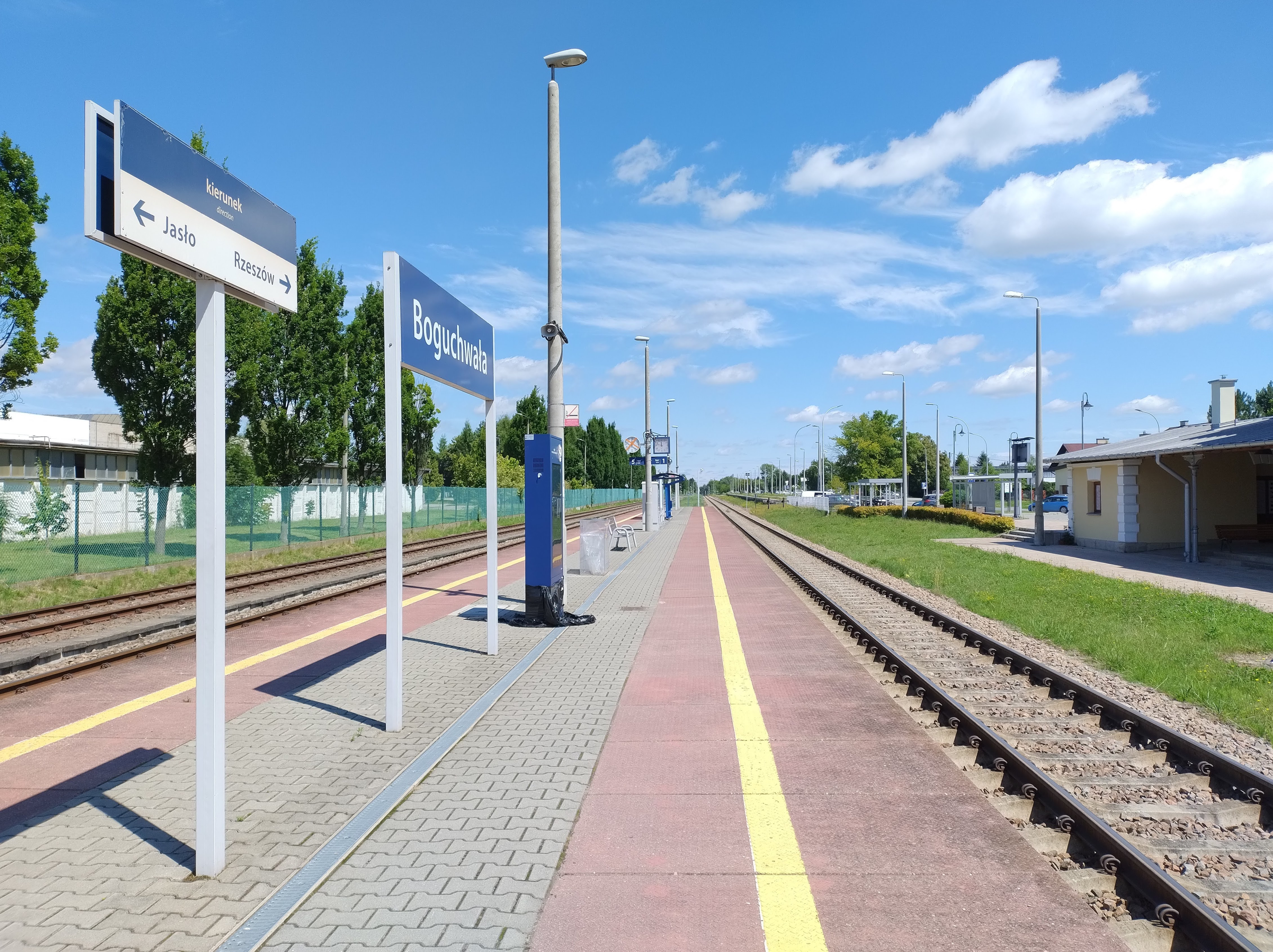
Peron
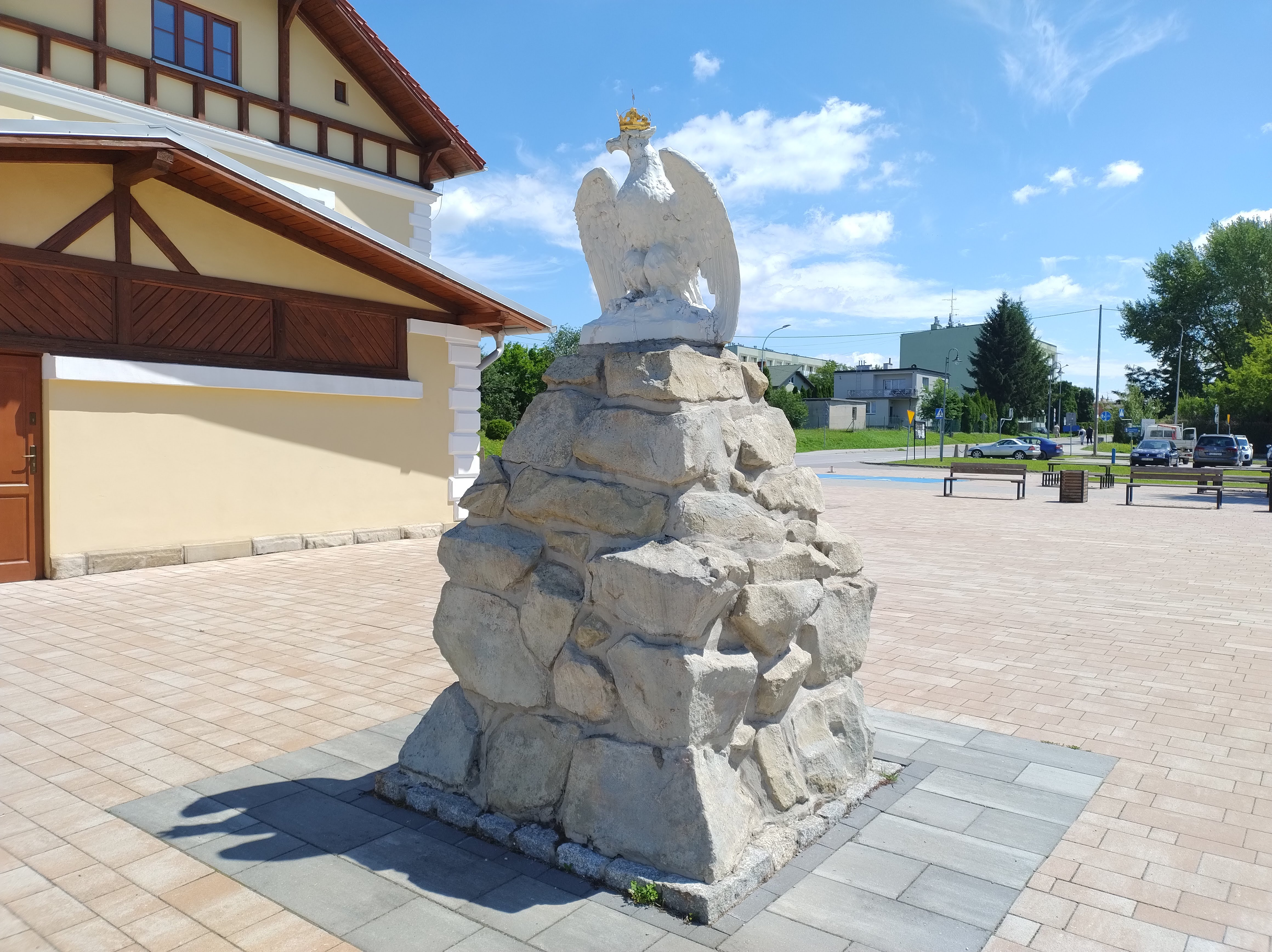
Pomnik Orła Białego przy stacji